# Elgeta
Elgeta – gmina w Hiszpanii, w prowincji Guipúzcoa, w Kraju Basków, o powierzchni 16,83 km². W 2011 roku gmina liczyła 1120 mieszkańców.